# Гауптвахта

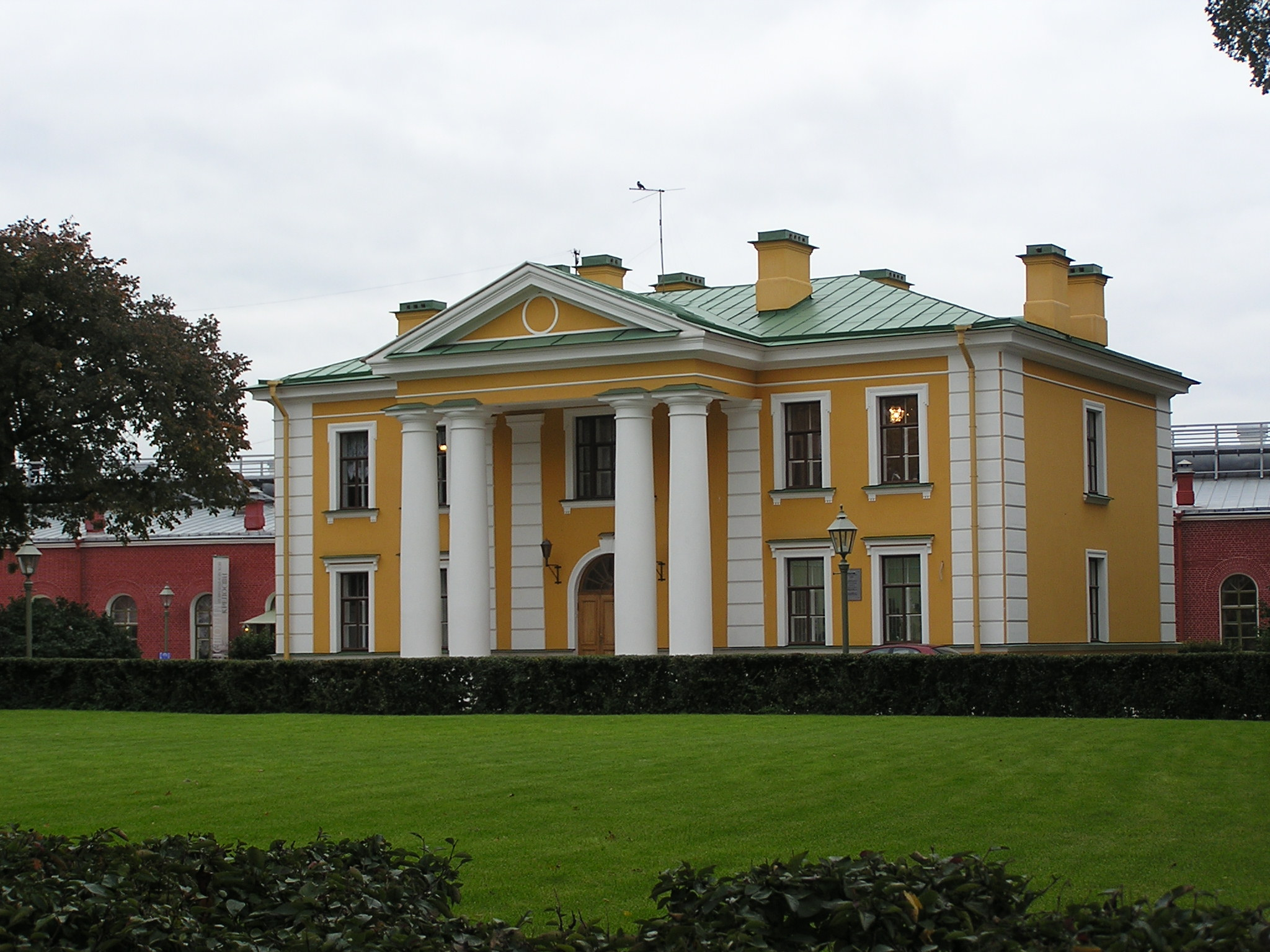
Санкт-Петербург, Петропавловская крепость, здание гауптвахты

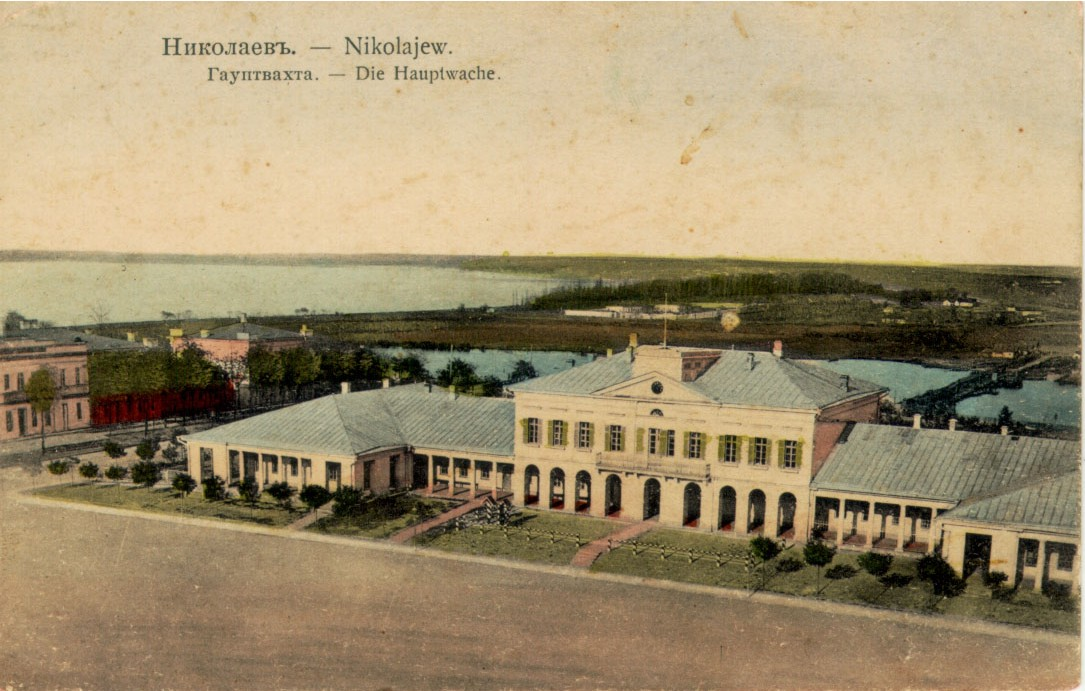
Николаев, вид на Соборную площадь и здание гауптвахты (открытка)

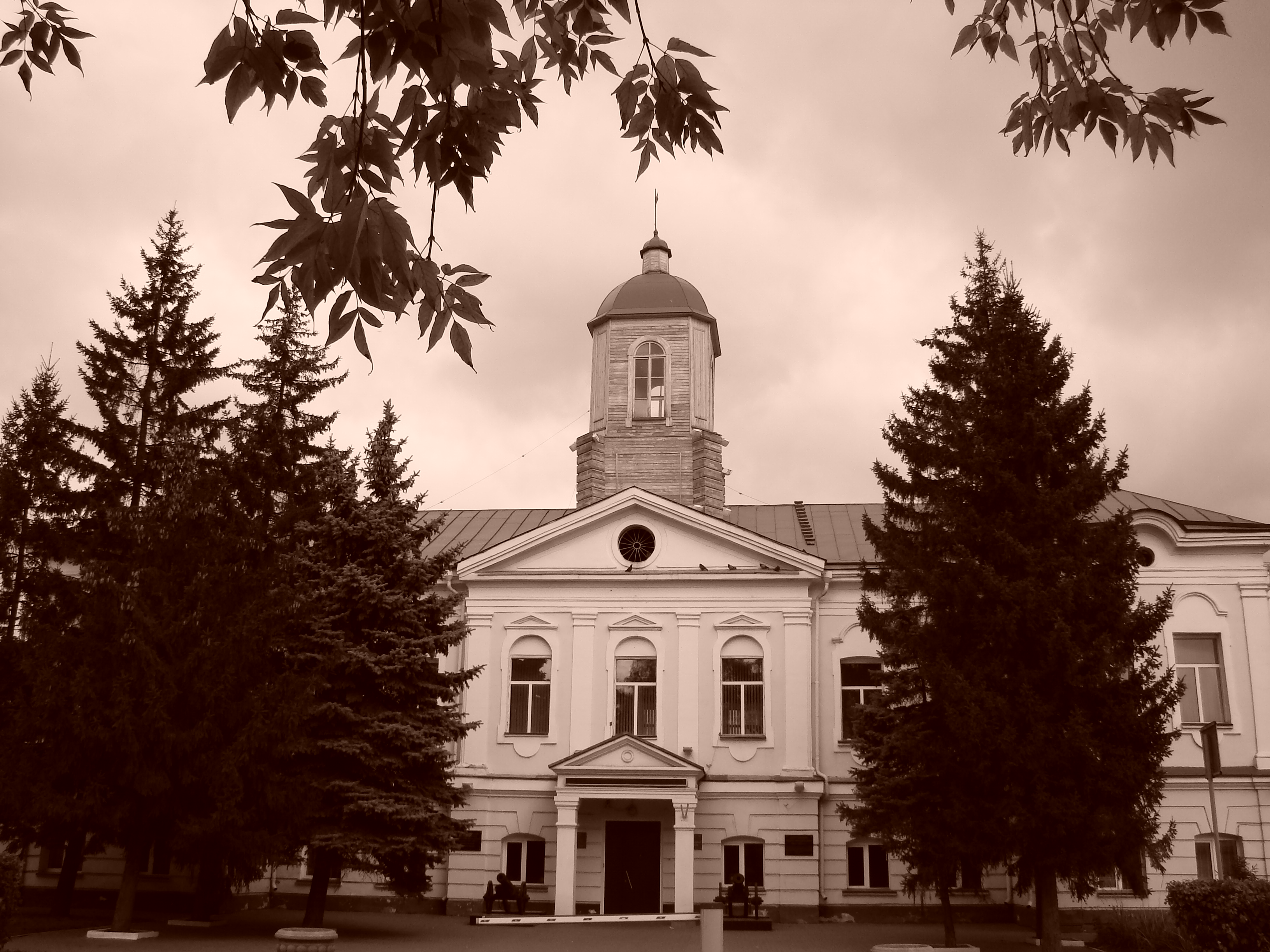
Здание Омской гауптвахты, сейчас Омский областной военный комиссариат (Партизанская улица, дом 14)

Гауптва́хта (от нем. Hauptwache, дословно — «главный караул») — первоначально — главный караул, позже в Русской армии — караульный дом, то есть место для размещения караула, теперь — специальное здание с помещениями для содержания арестованных военнослужащих вооружённых сил своего государства.
«Губа» — разговорно-жаргонное название гауптвахты.

## История
Гауптвахты первоначально означали главный караул, позже в Русской армии стали означать караульный дом, место для размещения личного состава караула, появились в России в 1707 году, когда Пётр I учредил воинские гарнизоны и комендатуры. Первая гауптвахта была построена в Санкт-Петербурге на Сенной площади. Так как развод главного караула — это захватывающее зрелище, то и караульный дом размещали на главных площадях городов Российской империи, а проектированием и строительством этих зданий занимались знаменитые архитекторы.
Позднее, в советское время, в них стали выделять помещения для содержания военнослужащих, получивших взыскание в виде ареста.
Во многих странах гауптвахта отсутствует, так как присутствуют военные тюрьмы, также отсутствуют «хозяйственные» наряды на кухню и уборку помещений и территорий (такие работы выполняются частными фирмами) и основным наказанием для военнослужащих является денежный штраф и выговор. 
В Вооружённых силах России гауптвахты как место содержания военнослужащих, получивших взыскание в виде дисциплинарного ареста, бывают гарнизонные (общелагерные) и войсковые. 4 июля 2002 года были внесены изменения в устав внутренней и караульной службы Вооружённых сил России, отменяющие наказание в виде помещения на гауптвахту. 15 ноября 2006 года Государственная дума приняла закон, восстанавливающий гауптвахты в Вооружённых силах. 2 декабря 2006 года президент России В. В. Путин подписал закон, устанавливающий порядок применения военными судами к военнослужащим дисциплинарного ареста. Закон вступил в силу 1 января 2007 года. В соответствии с ним военнослужащий может быть подвергнут дисциплинарному аресту исключительно по решению военного трибунала соответствующей инстанции за самовольное оставление части, нарушение правил обращения с оружием, а также исполнение воинских обязанностей в состоянии алкогольного или наркотического опьянения. Решение об аресте будет находиться в компетенции гарнизонных судов. Предельный срок нахождения на гауптвахте составит 45 суток. Срок отбывания наказания на гауптвахте в общий срок службы не входит.
По состоянию на 1 января 2015 года, в ВС России функционирует 15 гарнизонных гауптвахт.

## Корабельный карцер
В военно-морских силах различных государств помимо собственно гауптвахты, которая находится на объектах береговой службы флота, на военных кораблях и судах существуют помещения или блок помещений, именуемый корабельным карцером (в англоязычной морской терминологии «brig»), специально оборудованный для содержания военнослужащих, отбывающих наказание за дисциплинарные проступки в период нахождения в море.